# ألان فورست (ممثل)
ألان فورست (بالإنجليزية: Allan Forrest)‏ هو ممثل أمريكي، ولد في 1 سبتمبر 1885 ببروكلين في الولايات المتحدة، وتوفي في 25 يوليو 1941 في الولايات المتحدة بسبب مرض.

## وصلات خارجية
- ألان فورست على موقع IMDb (الإنجليزية)
- ألان فورست على موقع أول موفي (الإنجليزية)
- ألان فورست على موقع قاعدة بيانات الأفلام السويدية (السويدية)
- ألان فورست على موقع قاعدة بيانات الفيلم (الإنجليزية)
- ألان فورست على موقع كينوبويسك (الروسية)